# Deerwalk (Virginia Occidental)
Deerwalk es un área no incorporada ubicada en el condado de Wood (Virginia Occidental), Estados Unidos. Está registrada en el Servicio Geológico de Estados Unidos con fecha de entrada del 27 de junio de 1980.
El número de identificación asignado por el Sistema de Información de Nombres Geográficos es 1554282.

## Geografía
Se encuentra a una altitud de 282 m s. n. m. (925 pies) según el Servicio Geológico.